# Elatostema stoloniforme
Elatostema stoloniforme là loài thực vật có hoa trong họ Tầm ma. Loài này được Kaneh. mô tả khoa học đầu tiên năm 1935.